# Monument i Oviedo och kungariket Asturien

Reino de Asturias durante el reinado de Alfonso II.

Monument i Oviedo och kungariket Asturien är sedan 1985 ett världsarv bestående av ett antal byggnader som uppförts i det forna Kungariket Asturien. Ursprungligen hette världsarvet Kyrkor i kungariket Asturien, men bytte namn 1988 då det utvidgades med flera byggnadsverk i staden Oviedo.
De monumentala byggnadsverk som sedan 1988 ingår i världsarvet är
| Bild | Namn Plats                               | Beskrivning |
| ---- | ---------------------------------------- | ----------- |
|      | San Miguel de Lillo                      |             |
|      | Santa María del Naranco Oviedo           |             |
|      | Santa Cristina de Lena Pola de Lena      |             |
|      | Cámara Santa de Oviedo Oviedo            |             |
|      | San Julián de los Prados basilika Oviedo |             |
|      | La Foncalada Oviedo                      |             |